# استان زامورا-چینچیپ
استان زامورا-چینچیپ (به اسپانیایی: Zamora-Chinchipe Province) یک استان در اکوادور است که در اکوادور واقع شده‌است.

## خصوصیات
استان زامورا-چینچیپ ۱۰٬۴۵۶٫۳ کیلومترمربع مساحت و ۷۶٬۶۰۱ نفر جمعیت دارد.